# Maragowdanahalli, Malavalli
Maragowdanahalli là một làng thuộc tehsil Malavalli, huyện Mandya, bang Karnataka, Ấn Độ.